# Apospasta claudicans
Apospasta claudicans là một loài bướm đêm trong họ Noctuidae.